# جميل محمود
جميل محمود (1940-) مغنٍ وملحنٌ وموسيقي سعودي، بدأ مشواره في الخمسينات من القرن الميلادي العشرين. وهو أول فنان سعودي يظهر في تلفزيون المملكة (أرامكو) عام 1959.

## عن حياته
جميل محمد علي محمود واشتهر باسمه الفني، جميل محمود، ولِد عام 1359هـ / 1940م في حي المسفلة بمكة المكرمة. ، ودرس في عدة كتاتيب مثل «كتاب صبرية» و«كتاب حُمصانية» و«كتاب الشيخ السيد حمود» في كُتَّاب صَبريه. ودرس في مسجد سيدي حمزة بالمسفلة علي يد الشيخ السيد حمود، وفي المدرسة العزيزية الابتدائية وعمره خمس سنوات وتخرج منها ، وكان مقرئ المدرسة، ثم درس في مدرسة تحضير البعثات والتي تغير اسمها إلى مسمى المدرسة العزيزية الثانوية ، ثم انتقل الي الدراسة العسكرية فدرسها في كلية الشرطة بمصر وتخرج منها عام 1377هـ / 1957م برتبة ملازم ثانٍ ، ثم ابتعث إلى الولايات المتحدة الأمريكية حيث درس بأكاديمية الشرطة العالمية ونال من خلالها عدة دبلومات في الرماية، ومكافحة الشغب، والقيادة والإشراف ، كما ابتعث إلى مصر ودرس بمعهد الضباط القادة الذي كان تحت اسم معهد الدراسات العليا، ونال شهادة تعادل درجة الماجستير.

## الفن
هوي الفن منذ نعومة أظفاره، وكان يستمع إلى الكثير من الفنانين في تلك الفترة منهم محمد عبد الوهاب، أم كلثوم، صالح عبد الحي، وسلامة حجازي ، وكان يستمع إلى أغنية أم كلثوم مساء يوم الجمعة ويغنيها كاملة مساء يوم السبت. وتعلم العزف على آلة العود في القاهرة عام 1378هـ/ 1958م على يد مدرس خصوصي من أصل فلسطيني اسمه محمد عليوه، وتعلم قرآة وكتابة النوتة الموسيقية، ثم تركها لإيمانه أنه اتَّخَذَ من الفن هواية لا مهنة ، ولحن ما يربو على 500 لحن، وكتب ما يزيد على 50 نصاً ولديه من الأعمال ضعف ما ذُكِرْ لم ترَ النور حتى الآن ، كما لحن أغانٍ للأطفال، وأغانٍ للأفراح، كما لحن عدداً من الأغاني الوصفية لبعض مناطق المملكة العربية السعودية .

## عمله
كونه تخرج ضابط شرطة عمل في معظم مجالات الأمن العام في أقسام الشرطة، وشُعَبْ السجـون, والحقوق المدنية، والتحقيقات الجنائية، والضبط الجنائي، والعلاقات العامة، ومن المناصب التي وصل إليها مدير مرور منطقة الرياض، مدير مرور المنطقة الشرقية، مدير مرور المدينة المنورة، ومساعد شرطة منطقة الرياض ، وتقاعد في نهاية عام 1400هـ / 1980م،وعمره 40 عاماً برتبة عقيد.

## الشعر
خلال فترته العملية في المنطقة الشرقية اكتشف أنه يكتب الشعر فكتب في الفترة ما بين 1379 - 1381هـ /1959- 1961م مجموعة من الأعمال الغنائية منها: 
- احترت أنا في الحب .
- حبيبي الأسمر.
- أبكي على قلبي.
- حبيبي أوعدني.
- ليه خنتني في العهد
- مظلوم بهجرك ليه.
- أول نظرة.
- بنيت أملي معاك.

## الفنانون الذين تغنوا بألحانه
- طلال مداح.
- عبادي الجوهر.
- عبد المجيد عبد الله.
- ابتسام لطفي.
- رامي عبدالله.
- سعيد مقبل.
- طلال هزاع.
- وديع الصافي.
- هيام يونس
- شريفة فاضل.
- رجاء بلمليح.
- عايدة بوخريص .
- نجاة حسن.

## الشعراء الذين تعامل معهم
إبراهيم خفاجي – محمد طلعت – عبد الرحمن حجازي – ياسين سمكري – وغيرهم من الشعراء .

## برنامج وتر وسمر
قدم برنامج وتر وسمر هو برنامج فني عرض على القناة السعودية الأولى في الفترة ما بين عام 1402هـ/1982م ولمدة ست سنوات وكان يُعنى بالفن السعودي والتراث الفني والمقامات الموسيقية، وقد شارك فيه العديد من الفنانين السعوديين، منهم طلال مداح وعلي عبد الكريم ومحمد عمر.

## الأوسمة والدروع
الأوسمة:
- وسام الملك فيصل.
- وسام التقدير العسكري.
- وسام من جلالة ملك اسبانيا.
- وسام من رئيس جمهورية فنزويلا.
- وسام من رئيس جمهورية فرنسا.

الدروع:
- درع المفتاحه بأبها عام 1420هـ / 2000م .
- درع مهرجان الرواد العرب تحت رعاية جامعة الدول العربية في مصر.
- درع هرم الحجاز .
- درع من إدارة التعليم بمكة المكرمة .
- درع من نادي الوحدة الثقافي الرياضي بمكة المكرمة .